# Kyōshi
Le kyōshi (狂詩) est un genre de la poésie japonaise qui n'emploie que des caractères chinois. Ce genre est populaire au cours des trente dernières années du XVIIe siècle. Le kyōshi évite les formes poétiques typiques, et comprend souvent des expressions humoristiques et des calembours sur les lectures ou les significations  alternatives des mêmes caractères.
Principalement utilisée par les samouraï de rang inférieur et les chōnin (citadins), la forme est étroitement associée au kyōka (waka comiques), et au kyōbun, forme d'écriture en prose qui n'utilise également que des caractères chinois.
Ōta Nampo est le plus connu des poètes kyōshi; Très populaire pendant une courte période, la forme décline rapidement pour disparaître après le début du XIXe siècle.

## Source de la traduction
- (en) Cet article est partiellement ou en totalité issu de l’article de Wikipédia en anglais intitulé « Kyōshi » (voir la liste des auteurs).